# Wardite
La wardite est une espèce minérale du groupe des phosphates et du sous-groupe des phosphates hydratés sans anions étrangers de formule NaAl3(PO4)2(OH)4.2(H2O).

## Historique de la description et appellations

### Inventeur et étymologie
La wardite a été décrite en 1896 par John M. Davison. Elle fut nommée ainsi en l'honneur de Henry Augustus Ward, naturaliste et géologue américain, collectionneur et vendeur d'objets d'histoire naturelle à Rochester.

### Topotype
- Clay Canyon, Fairfield, Monts Oquirrh, Comté de l'Utah, Utah, États-Unis.

### Synonymes
On peut trouver la wardite sous une autre appellation : 
- La soumansite[4], nom donné au seul échantillon de wardite trouvée par Alfred Lacroix en 1891 dans les mines de Montebras, nommée en référence à la commune de Soumans sur laquelle se trouve le site de Montebras. Cette appellation a été discréditée par la description de la wardite réalisée en 1896[5].

## Caractéristiques physico-chimiques

### Critères de détermination
La wardite est un minéral de couleur incolore, blanche à bleu-vert, se présentant sous la forme de cristaux bipyramidaux quadratiques, pseudo-octaédriques, pouvant atteindre plusieurs centimètres, dont les faces {010}, {011}, {012}, {100}, et rarement {001} sont striées perpendiculairement à [001]. Elle possède un éclat vitreux, elle est transparent à opaque, et présente un clivage parfait selon {001}. Sa dureté est de 5 et sa densité mesurée de 2.81-2.87. 

### Cristallochimie
- La wardite sert de chef de file à un groupe de minéraux, selon la classification de Strunz, où l'on trouve de façon générale les éléments (AB)5(XO4)3Zq•x(H2O).

| Minéral    | Formule                       | Groupe ponctuel | Groupe d'espace                                    |
| ---------- | ----------------------------- | --------------- | -------------------------------------------------- |
| Cyrilovite | NaFe3(PO4)2(OH)4•2(H2O)       | 4 2 2           | {\displaystyle P} 412121; {\displaystyle P} 432121 |
| Millisite  | (Na,K)CaAl6(PO4)4(OH)9•3(H2O) | 4 2 2           | {\displaystyle P} 41212; {\displaystyle P} 43212   |
| Wardite    | NaAl3(PO4)2(OH)4•2(H2O)       | 4 2 2           | {\displaystyle P} 41212                            |

### Cristallographie
- Paramètres de la maille conventionnelle : a = 7,058 7 Å, c = 19,062 Å, Z = 4, V = 949,77 Å3
- Groupe d'espace : {\displaystyle P} 41212
- Classe de symétrie : 4 2 2 ; énantiomorphie tétragonale ou hémiédrie holoaxe
- Système cristallin : tétragonal
- Densité calculée : 2,805 (sensiblement égale à la densité mesurée)

### Propriétés chimiques
- La wardite est composée de 56,29 % d'oxygène, 20,34 % d'aluminium, 15,57 % de phosphore, 5,78 % de sodium et de 2,03 % d'hydrogène.
- Sa masse formulaire est de 397,937 uma, soit 6,6 × 10−25kg.

## Gîtes et gisements

### Gîtologie et minéraux associés
Gîtologie
La wardite est un composant des nodules phosphatés de basses températures.
C'est aussi une espèce peu commune des pegmatites zonées complexes.
Minéraux associés
Variscite, millisite, crandallite (Little Green Monster mine, Utah, États-Unis)
ferrisicklerite, mitridatite, whitlockite, montgomeryite, fairfieldite, hydroxyl-herderite, eosphorite, sidérite, roschérite (pegmatites).

### Gisements producteurs de spécimens remarquables
- Australie

Low Mill, Milgun Station, Australie-Occidentale
- Autriche

Laggerhof/Dellach, Carinthie
- Canada

Big Fish River, Yukon
- États-Unis

Clay Canyon, Fairfield, Monts Oquirrh, Comté de l'Utah, Utah
Nevel Quarry/Dunton Gem Quarry/Bell Pitt, Comté d'Oxford, Maine
- France

Mine de Montebras, Soumans, Creuse, Limousin,,